# زهرا پورحیدر
زهرا پورحیدر (زاده ۲۶ دی ۱۳۷۳، چهارمحال بختیاری) بازیکن فوتبال اهل ایران است که در تیم ملی فوتبال زنان ایران حضور دارد. از جمله باشگاه‌هایی که وی در آن بازی کرده می‌توان به باشگاه فوتبال زنان سپاهان اشاره کرد.

## زندگی
پورحیدر زاده چهارمحال بختیاری است. دانشجوی کارشناسی تربیت بدنی و فرزند ششم خانواده است. او ۱۷ سالگی فوتبال را شروع کرد.

## حرفه

### ملی
در تیم ملی به عنوان مدافع با شماره ۷ بازی می‌کند.

### باشگاهی
در باشگاه فوتبال زنان سپاهان در نقش مدافع چپ با شماره ۱۲ بازی می‌کند.